# Bezirksamt Oberkirch

Lage der Bezirksämter in Baden im Jahr 1890

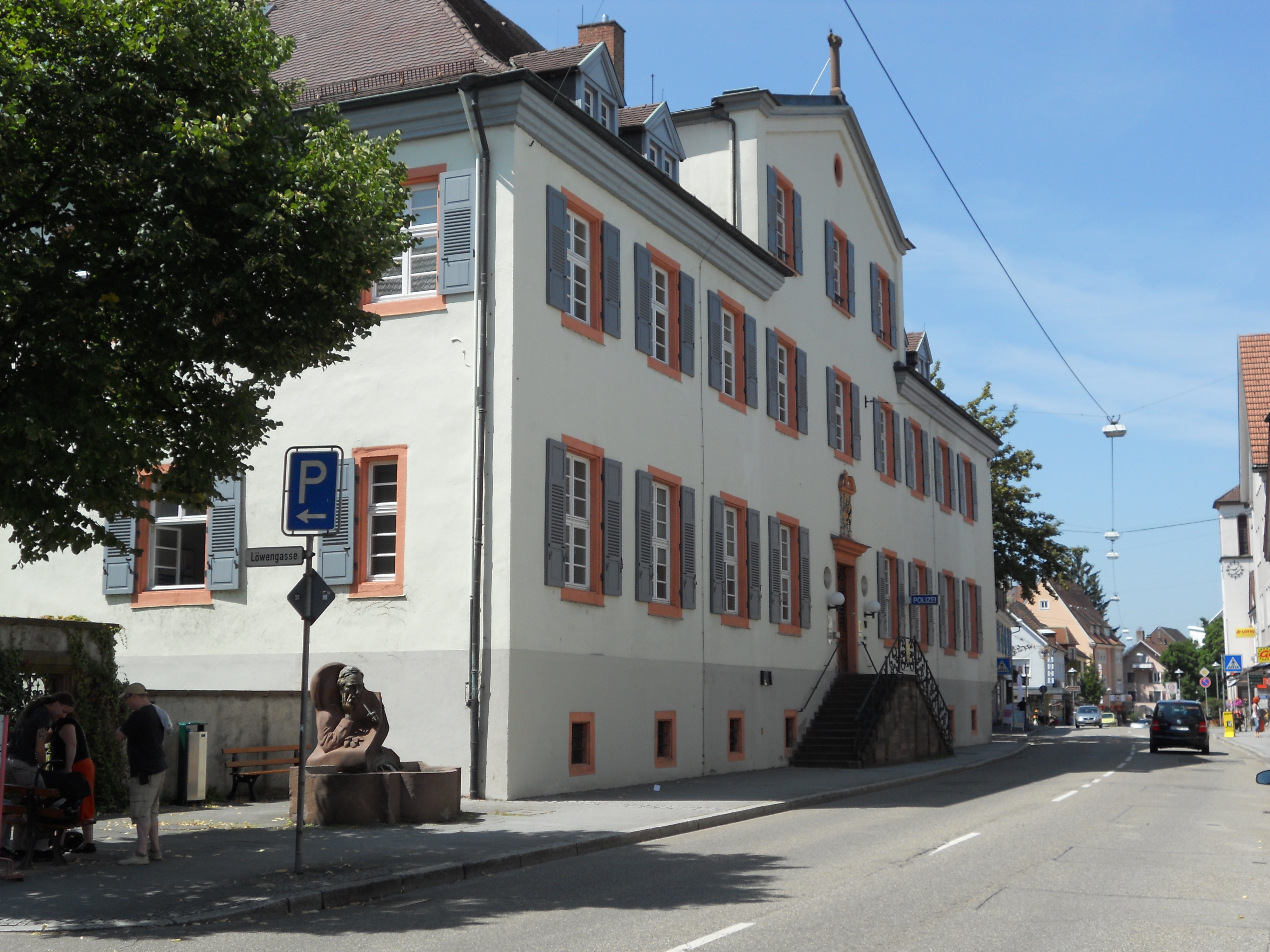
Dienstsitz des Bezirksamts Oberkirch im Amtshaus in der Hauptstraße 48, heute Amtsgericht Oberkirch

Das Bezirksamt Oberkirch mit Dienstsitz in Oberkirch, einer Stadt im Westen Baden-Württembergs im Ortenaukreis, wurde 1809 gegründet und 1936 aufgelöst. Seine Gemeinden wurden dem Bezirksamt Offenburg zugeordnet.

## Geschichte
Das Bezirksamt Oberkirch setzte die Verwaltungsgeschichte der seit dem 14. Jahrhundert zum Hochstift Straßburg gehörenden Herrschaft Oberkirch mit zunächst nur kleinen territorialen Veränderungen fort. Das Oberamt Oberkirch des Hochstifts Straßburg hatte sich aus den Gerichten Oberkirch, Oppenau, Kappelrodeck, Ulm, Sasbach und Renchen zusammengesetzt. 
Berührungspunkte gab es vor allem mit der habsburgischen Landvogtei Ortenau und dem badischen Amt Staufenberg, ebenso mit dem Kloster Allerheiligen und den Herren von Schauenburg. Die Herrschaft Oberkirch war von 1604 bis 1634 und von 1649 bis 1665 an Württemberg verpfändet, sie wurde von 1683 bis 1697 an Baden übergeben. Im Jahr 1803, als das Gebiet an Baden fiel, blieb die Stadt Oberkirch Sitz des gleichnamigen Amtes.
Das Bezirksamt Oberkirch gehörte bis 1810 zum Murgkreis und danach bis 1832 zum Kinzigkreis. Von 1832 bis 1864 gehörte das Bezirksamt Oberkirch zum Mittelrheinkreis und danach bis zu seiner Auflösung zum Landeskommissärbezirk Freiburg.

## Amtmänner
- 1802–1812: Franz von Lasollaye
- 1813–1815: Franz Ackermann
- 1815–1819: Josef Wetzel
- 1819–1841: Johann Nepomuk Fauler
- 1841–1847: Leopold Haefelin
- 1847–1849: Demeter Messmer
- 1849–1853: Franz Pfister
- 1853–1861: Oktav Saur
- 1861–1864: Ludwig Renk
- 1864–1869: Marquard Georg Metzger
- 1869–1872: August Joos
- 1873–1879: Eduard Erxleben
- 1879–1883: Max Föhrenbach
- 1883–1890: Ludwig Gaddum
- 1891–1897: Otmar Schellenberg
- 1897–1903: Karl Steiner
- 1903–1909: Carl Max Renner
- 1909–1919: Friedrich Karl Rein
- 1919–1924: Adolf Kopp
- 1924: Franz Popp
- 1924–1931: Waldemar Gädeke
- 1931–1934: Friedrich Kauffmann
- 1934–1936: Wilhelm Hefft

## Dienstgebäude
Das Bezirksamt war im Amtshaus in der Hauptstraße 48 untergebracht.